# لستر پلتیر
لستر استفان پلتیر (انگلیسی: Lester Stefan Peltier؛ زادهٔ ۱۳ سپتامبر ۱۹۸۸) بازیکن فوتبال در پست مهاجم / هافبک اهل ترینیداد و توباگو است.

## باشگاهی
از باشگاه‌هایی که در آن بازی کرده‌است می‌توان به باشگاه فوتبال اسلوان براتیسلاوا، باشگاه ورزشی آ اس ترنچین، باشگاه فوتبال آلاشکرت، باشگاه فوتبال اورارتو و باشگاه فوتبال ایرتیش پاولودار اشاره کرد.

## تیم ملی
وی همچنین در تیم‌های ملی فوتبال زیر ۱۷ سال تریتیداد و توباگو، زیر ۲۰ سال ترینیداد و توباگو، و ترینیداد و توباگو بازی کرده‌است.

### گل‌های ملی
Scores and results list Trinidad and Tobago's goal tally first.
| #  | تاریخ          | ورزشگاه                                | حریف         | گل زده | نتیجه | رقابت                                 |
| -- | -------------- | -------------------------------------- | ------------ | ------ | ----- | ------------------------------------- |
| ۱  | ۴ نوامبر ۲۰۱۰  | Manny Ramjohn Stadium, مارابلا         | گویان        | 1–0    | 2–1   | 2010 Caribbean Championship qualifier |
| 2  | ۱۱ اکتبر ۲۰۱۱  | Hasely Crawford Stadium, پورت آو اسپین | باربادوس     | 1–0    | 4–0   | 2014 World Cup qualifier              |
| ۳. | ۱۱ اکتبر ۲۰۱۱  | Hasely Crawford Stadium, پورت آو اسپین | باربادوس     | ۲–۰    | 4–0   | 2014 World Cup qualifier              |
| ۴. | ۱۱ اکتبر ۲۰۱۱  | Hasely Crawford Stadium, پورت آو اسپین | باربادوس     | ۳–۰    | 4–0   | 2014 World Cup qualifier              |
| ۵. | ۱۵ نوامبر ۲۰۱۱ | Hasely Crawford Stadium, مارابلا       | گویان        | 2–0    | 3–0   | 2014 World Cup qualifier              |
| ۶. | ۱۳ نوامبر ۲۰۱۴ | Montego Bay Sports Complex, مونتگوبی   | گویان فرانسه | 3–0    | 4–2   | 2014 Caribbean Cup                    |